# Siegfried Sack (Theologe)

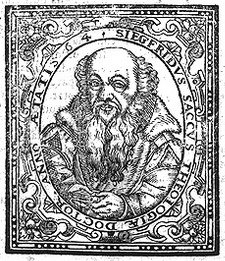
Zeitgenössisches Porträt (Buchholzschnitt)

Siegfried Friedrich Sack, latinisiert Saccus (* 12. März 1527 in Nordhausen; † 2. September 1596 in Magdeburg), war ein lutherischer Theologe und erster evangelischer Domprediger am Magdeburger Dom.

## Leben
Sack stammte aus einer angesehenen Bürgerfamilie. Sein Großvater, Heinrich Sack, war entschieden antiklerikal eingestellt (ein „Pfaffenfeind“ im damaligen Sprachgebrauch), sein Vater, Thomas Sack, war Messerschmied, Ratsherr und später Bürgermeister. Den ersten Schulunterricht erhielt Saccus bis zum 14. Lebensjahr in Nordhausen. Da die Vermögensverhältnisse seiner Eltern schlecht waren, war Siegfried auf den Schulen zu Wernigerode und Magdeburg auf die milde Unterstützung wohltätiger Bürger angewiesen. Bald nach dem Tod seines Vaters am 30. Juli 1547 immatrikulierte er sich an der Universität Wittenberg, wo er unter anderem die Vorlesungen Philipp Melanchthons hörte.
Von Wittenberg aus wurde er zum Rektor nach Nebra (Unstrut) berufen. Eine Berufung Fürst Georgs von Anhalt zum Predigeramt schlug er zunächst aus, weil er noch eine Zeitlang Schullehrer bleiben wollte. Von Nebra ging Sack nach Jena, wo er Erhard Schnepf hörte und Privatunterricht in hebräischer Sprache erteilte. 1554 begab er sich nach Wittenberg und wurde dort, finanziell unterstützt vom Rat von Nordhausen, Magister. In der Folge verwaltete er das Konrektorat, ab 1559 das Rektorat der Schule in Magdeburg. Als 1566 nach dem Tod des letzten römisch-katholischen Erzbischofs von Magdeburg mit Joachim Friedrich von Brandenburg ein lutherischer Administrator gewählt worden war, war der Weg frei, auch die Dompredigerstelle am Magdeburger Dom mit einem Lutheraner zu besetzen. So wurde Sack im Juli 1567 berufen und am 30. November in sein neues Amt eingeführt. Sein Hilfsprediger wurde Martin Gallus. 1570 erhielt Sack an der Universität Wittenberg die theologische Doktorwürde, zu welchem Anlass er abermals Zuwendungen vom Nordhäuser Rat erhielt. Sack verstarb am 2. September 1596, nachdem er noch am Vormittag die Wochenpredigt gehalten hatte, und wurde am 6. Februar im Dom bestattet.
Es wird auch vertreten, dass Sack dem Adelsgeschlecht der Säcke entstammt. So soll sein Vater Caspar Sack gewesen sein, ein Kammersekretär Albrechts des Beherzten.

## Bedeutung
Sack ist eine der führenden Personen Magdeburgs, die der Reformation zum Durchbruch verhalf. Seine Predigten waren so berühmt, dass sie mit Anlass zu dem Spruch gaben: Der predigt reell, welcher mit Sack und Back auf die Kanzel geht. Es wird dabei zugleich auf Reinhard Backius hingedeutet, einen namhaften Prediger, der 1657 in Magdeburg verstarb. Saccus war sehr auf eine gute Gliederung der Predigten bedacht. Seiner Evangelienpostille setzte er sogar eine Abhandlung mit dem Titel vor: Kurzer Unterricht von der Ordnung, so im Predigen kann gehalten werden. Hierin eiferte er stark gegen eine unmethodische Redeweise. In Bezug auf die Methode schrieb er: Es dienet zur Erklärung auch, dass man die Predigt in gewisse Stücke austheile. Hiebei haben Etliche den Gebrauch, dass sie die fürnehmsten Lehrpunkte erzählen, Etliche aber, dass sie die Ordnung aus dem Texte nehmen. Ob nun wohl die erste Weise auch gut ist, damit der Zuhörer alsbald im Anfang höre, was man aus dem Evangelio lernen solle, so ist doch die andere Art auch nicht böse. Denn da wird der Text oder die Historia in etliche Stücke ausgetheilet und werden dann die Lehrpunkte aus dem Text genommen, welches den Einfältigen leichter zu behalten ist. Sack bedient sich beider Methoden, zuweilen jedoch schon der förmlich synthetischen Predigtweise.

## Schriften
- Brevis Summa Doctrinae de Iustificatione, de Orine ... Magdeburg 1567.
- Propositiones de praecipuis doctrinae articulis. Wittenberg 1570.
- Erklärung über die Sonntagsevangelia und der fürnehmsten Feste. Magdeburg 1589. 3 Theile
- Predigt von der Auferstehung über Ezech. Cap. 37. 1567.
- Drei Pfingstpredigten. Eisleben 1581.
- Zwanzig Predigten vom ewigen Leben. Magdeburg 1594.
- Letzte Predigt des ehrwürdigen etc. Siegfridi Sacci. Hrsg. v. Langius. Magdeburg 1596.
- Leichenpredigten. Bedenken, ob das rechte Christen sein können, die selten oder nimmermehr zum heil. Abendmahle kommen. Erf. 1591.